# گل پنبه
گل پنبه یا با نام علمی Gossypium نیز شناخته میشود که بیشتر در مناطق گرمسیری و نیمه گرمسیری از جمله سراسر جهان مثل قاره آمریکا، آفریقا، وآسیا رشد میکند.
- نام علمی: Gossypium
- نام انگلیسی: Cotton
- نام گل: پنبه

یکی از قدیمی ترین الیافی که در جهان شناخته شده ، گل پنبه است . پنبه از جمله گیاهان گلدار دو لپه‌ای محسوب می شود و  نوعی الیاف طبیعی است که نرم و پف دار شبیه به پشمک می باشد و که در زمینه های مختلف از جمله نساجی استفاده های زیادی دارد .
امروزه پنبه در بیشتر از 100 کشور جهان کشت می شود که 43 گونه مختلف نیز دارد و حتی بعضی از آن ها بر روی درختان رشد می کنند . گیاه پنبه از طریق بذر و دانه ، کاشت می شود و مناطق گرم و نیمه گرمسیری بهترین مناطقی است که می توان گل پنبه را کشت کرد ، از جمله شهرهای خراسان، جیرفت، گرگان، ورامین و اهواز نیز این ویژگی را دارند که گل پنبه درآن کشت شوند زیرا این شهرها آب و هوایی گرم دارند که برای کشت پنبه مناسب است. 